# Coupe d'Asie des vainqueurs de coupe de football 2000-2001
Navigation
Édition précédente Édition suivante
La Coupe d'Asie des vainqueurs de coupe 2000-2001 est la onzième édition de la Coupe d'Asie des vainqueurs de coupe de football, compétition organisée par l'AFC. Elle oppose les vainqueurs des Coupes nationales des pays asiatiques lors de rencontres disputées en matchs aller-retour, à élimination directe.
Cette saison voit le sacre du club saoudien d'Al-Shabab Riyad qui bat les Chinois de Dalian Shide lors de la finale disputée à Djeddah, en Arabie saoudite. C'est la première Coupe des Coupes pour le club et le cinquième titre remporté par une équipe saoudienne.

## Résultats

### Premier tour

#### Asie de l'Ouest
| Équipe 1              | Résultat | Équipe 2               | Aller | Retour |
| --------------------- | -------- | ---------------------- | ----- | ------ |
| Al Wehda Club Sanaa   | 1 - 10   | Hutteen SC             | 1 - 5 | 0 - 5  |
| Ittihad Al-Shajaiya   | 3 - 4    | Al-Weehdat             | 2 - 1 | 1 - 3  |
| forfait Safa Beyrouth | -        | Al Arabi Koweït        | -     | -      |
| Al Sadd Sports Club   | 4e - 4   | Talaba SC              | 1 - 1 | 3 - 3  |
| Al-Wahda Club         | 3 - 6    | Esteghlal Teheran      | 3 - 2 | 0 - 4  |
| FC Kairat Almaty      | 3 - 1    | Regar-TadAZ Tursunzoda | 2 - 0 | 1 - 1  |
| Nebitçi Balkanabat    | 7 - 5    | FK Samarqand-Dinamo    | 4 - 3 | 3 - 2  |

#### Asie de l'Est
| Équipe 1        | Résultat | Équipe 2                  | Aller | Retour |
| --------------- | -------- | ------------------------- | ----- | ------ |
| Cang Sai Gon    | 2 - 0    | Singapore Armed Forces FC | 0 - 0 | 2 - 0  |
| BEC Tero Sasana | 7 - 1    | KRL FC                    | 1 - 1 | 6 - 0  |
| Dalian Shide    | 9 - 1    | Club Valencia             | 8 - 0 | 1 - 1  |

### Huitièmes de finale

#### Asie de l'Ouest
| Équipe 1            | Résultat | Équipe 2          | Aller | Retour |
| ------------------- | -------- | ----------------- | ----- | ------ |
| Hutteen SC          | 1 - 2    | Al-Shabab Riyad   | 1 - 0 | 0 - 2  |
| Al Sadd Sports Club | 1 - 3    | Esteghlal Teheran | 0 - 1 | 1 - 2  |
| Al-Weehdat          | 2 - 1    | Al Arabi Koweït   | 2 - 1 | 0 - 0  |
| Nebitçi Balkanabat  | 2 - 3    | FC Kairat Almaty  | 1 - 0 | 1 - 3  |

#### Asie de l'Est
| Équipe 1             | Résultat | Équipe 2              | Aller | Retour |
| -------------------- | -------- | --------------------- | ----- | ------ |
| Pupuk Kaltim         | 1 - 5    | BEC Tero Sasana       | 0 - 1 | 1 - 4  |
| Dalian Shide         | 2 - 1    | Seongnam Ilhwa Chunma | 2 - 0 | 0 - 1  |
| Cang Sai Gon         | 0 - 6    | Shimizu S-Pulse'T'    | 0 - 2 | 0 - 4  |
| Nagoya Grampus Eight | 6 - 1    | Happy Valley          | 3 - 1 | 3 - 0  |

### Quarts de finale

#### Asie de l'Ouest
| Équipe 1         | Résultat | Équipe 2          | Aller | Retour |
| ---------------- | -------- | ----------------- | ----- | ------ |
| FC Kairat Almaty | 0 - 3    | Esteghlal Teheran | 0 - 0 | 0 - 3  |
| Al-Shabab Riyad  | 3 - 2    | Al-Weehdat        | 2 - 2 | 1 - 0  |

#### Asie de l'Est
| Équipe 1        | Résultat | Équipe 2             | Aller | Retour |
| --------------- | -------- | -------------------- | ----- | ------ |
| BEC Tero Sasana | 3 - 5    | Shimizu S-Pulse'T'   | 2 - 2 | 1 - 3  |
| Dalian Shide    | 1 - 1    | Nagoya Grampus Eight | 0 - 0 | 1 - 1  |

### Phase finale
L'ensemble des rencontres est disputé à Djeddah, en Arabie saoudite du 17 au 19 mai 2001. 

#### Demi-finales
| Équipe 1        | Résultat | Équipe 2          |
| --------------- | -------- | ----------------- |
| Dalian Shide    | 3 - 2 ap | Shimizu S-PulseT  |
| Al-Shabab Riyad | 3 - 2    | Esteghlal Teheran |

#### Match pour la3eplace
| Équipe 1           | Résultat | Équipe 2          |
| ------------------ | -------- | ----------------- |
| 'Shimizu S-PulseT' | 3 - 1    | Esteghlal Teheran |

#### Finale
| 19 mai 2001 | Al-Shabab Riyad                                | 4 - 2 | Dalian Shide                   | Djeddah |  |
|             | al-Waked 24e (pen.) · Bin Shehan 25e, 48e, 74e |       | Yan Song 27e · Hao Haidong 90e |         |  |